# Successionsordningen
Successionsordningen (1810:0926), SO, är Sveriges äldsta nu gällande grundlag, samt världens näst äldsta gällande grundlag.[källa behövs] Den antogs av 1810 års riksdag och utfärdades som gällande den 26 september samma år. Lagen reglerar tronföljden till den svenska tronen, det vill säga vem som får bli kung eller regerande drottning i riket. Med antagandet av successionsordningen blev huset Bernadotte berättigat att bestiga Sveriges tron.
Successionsordningen stadgade ursprungligen att den svenska kungavärdigheten ärvdes av ättlingarna till Carl XIV Johans manliga avkomlingar, men sedan 1980 ärvs den av alla avkomlingar till Carl XIV Johans manlige avkomling Carl XVI Gustaf oavsett kön. Den senare var vid den tidpunkten, bortsett från sin barnlöse farbror prins Bertil, den ende kvarvarande personen som fortfarande kunde ge tronarvsberättigade ättlingar enligt successionsordningens dittillsvarande lydelse.

## Bakgrund
Denna grundlag ersatte tidigare successionsordning, och infördes just för att reglera vilken tronföljdsordning som skulle gälla i Sverige efter valet av Jean Baptiste Bernadotte till svensk kronprins. Den utgår därför ifrån honom, när den stadgar vilka som har arvsrätten till Sveriges tron. I och med ändringarna 1980 har man i stället stadgat att tronföljden utgår från den nuvarande kungen, Carl XVI Gustaf, varvid man således har skurit av möjligheten för alla andra grenar av ätten Bernadotte att hävda någon arvsrätt till tronen, även om de härstammar från någon som på sin tid föddes som tronföljare. Denna ändring gjordes för att förhindra att en helt ny grupp av kvinnliga avkomlingar till Karl XIV Johan, som tidigare varit uteslutna från tronföljden, skulle kunna göra anspråk på arvsrätt till den svenska tronen. Då man inte ville frånta kungens farbror prins Bertil hans arvsrätt till tronen (inte minst av det skäl att det var praktiskt att ha en myndig tronföljare som kunde vikariera för kungen så länge dennes barn fortfarande var omyndiga) infördes en särskild övergångsregel som gav prins Bertil arvsrätt till tronen efter kung Carl XVI Gustafs ättlingar. Denna övergångsregel blev obsolet när prins Bertil avled 1997.
I successionsordningen stadgas förutom arvsordningen även bestämmelser om trosuppfattning och giftermål för medlemmar av svenska kungahuset samt förbud att utan medgivande bli regent i utländsk stat.
En medlem av kungahuset måste vara av evangelisk-luthersk tro enligt den oförändrade Augsburgiska bekännelsen samt Uppsala möte 1593, annars är rätten till tronen förverkad. Detta gäller såväl monarken som prinsar och prinsessor. 
Successionsordningens äktenskapsbestämmelser fastslår att en prins eller prinsessa måste ha monarkens godkännande samt även regeringens godkännande för att kunna ingå äktenskap utan att förlora rätten till tronen. Det finns inget hinder för en prins eller prinsessa att gifta sig med vem han eller hon vill – men arvsrätten till tronen går förlorad om inte monarken och regeringen gett sitt tillstånd. Monarken själv är dock ej bunden av dessa bestämmelser utan kan ingå äktenskap med vem han eller hon vill.  
En medlem av kungahuset får inte utan monarkens och riksdagens medgivande bli regent i utländsk stat, oavsett det sker genom arv, giftermål eller val. Den medlem av kungahuset som gör det tappar rätten till kronan för sig själv och sina efterkommande.

### Kvinnlig tronföljd
Regeringen Fälldin I lade i december 1977 fram en proposition om fullt kognatisk tronföljd – alltså både manlig och kvinnlig tronföljd. Vänsterpartiet Kommunisterna skrev en följdmotion i riksdagen med förslaget att avslå propositionen och upphäva successionsordningen till förmån för ett republikanskt statsskick, där riksdagens talman var Sveriges statschef. Socialdemokraterna i konstitutionsutskottet lämnade ett särskilt yttrande till utskottets betänkande, där de förklarade att partiet skulle lägga ner sina röster i frågan. Riksdagen beslutade den 20 april 1978 med röstsiffrorna 156 mot 14 (135 ledamöter avstod) att bifalla regeringens proposition om fullt kognatisk tronföljd.
Då ändringar i grundlag kräver två riksdagsbeslut med mellanliggande riksdagsval, behandlade riksdagen återigen frågan efter valet 1979. Riksdagen beslutade den 7 november 1979 med röstsiffrorna 165 mot 21 (147 ledamöter avstod) att bifalla förslaget om kvinnlig tronföljd. Grundlagsändringen började gälla den 1 januari 1980.

## Den svenska tronföljden
Successionsordningens första paragraf stadgar att:
| ”                | § 1. Successionsrätt till Sveriges tron tillkommer manliga och kvinnliga efterkommande till kronprins Johan Baptist Julii, sedermera Konung Karl XIV Johans, avkomling i rätt nedstigande led, Konung Carl XVI Gustaf. Äldre syskon och äldre syskons efterkommande ha därvid företräde framför yngre syskon och yngre syskons efterkommande. | „ |
| – Lag (1979:935) | |   |

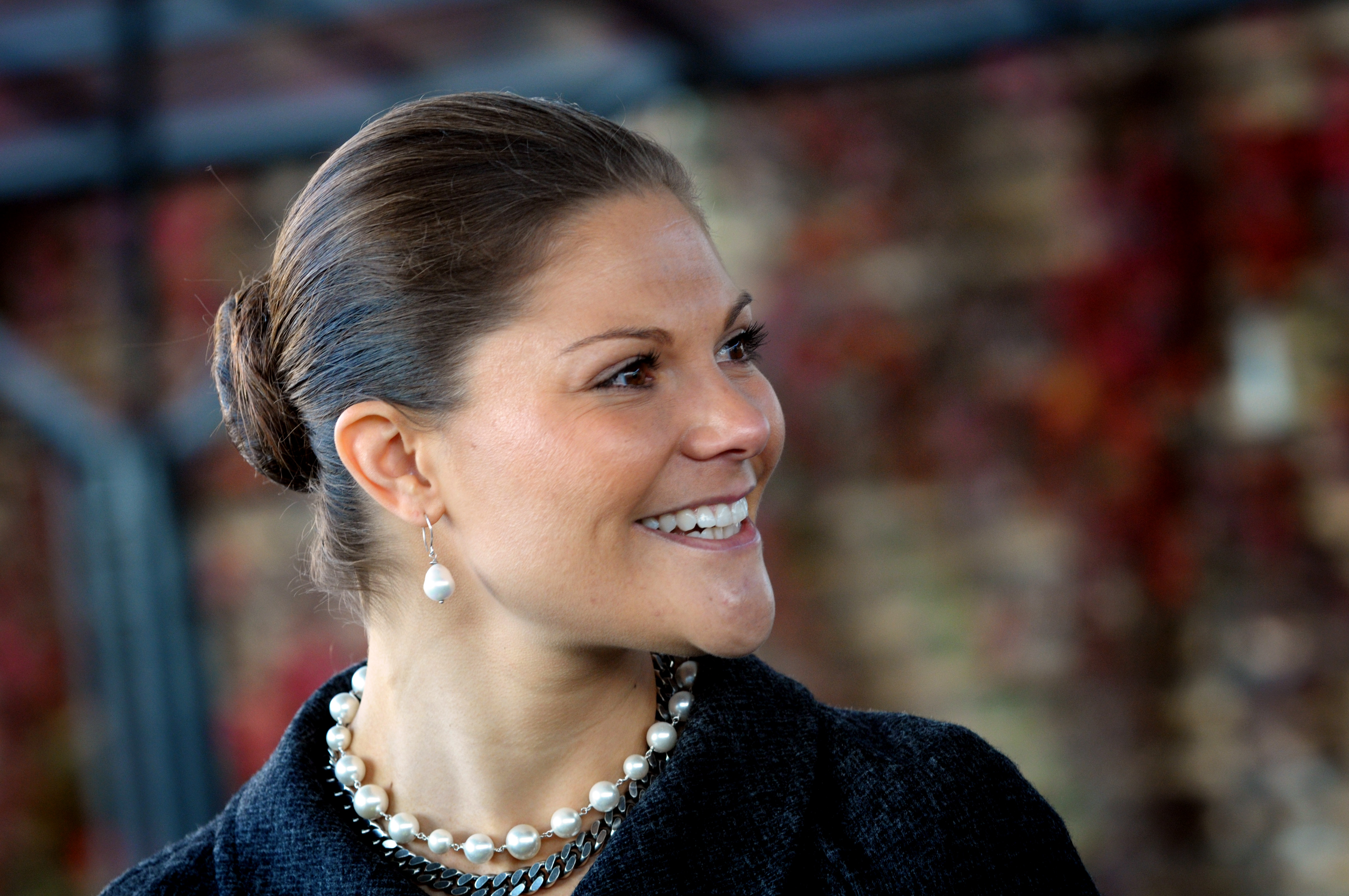
Kronprinsessan Victoria är först i den svenska tronföljden.

Den svenska tronföljden ser för närvarande ut på följande sätt:
1. Kronprinsessan Victoria
2. Prinsessan Estelle
3. Prins Oscar
4. Prins Carl Philip
5. Prins Alexander
6. Prins Gabriel
7. Prins Julian
8. Prinsessan Ines
9. Prinsessan Madeleine
10. Prinsessan Leonore
11. Prins Nicolas
12. Prinsessan Adrienne

För uppgifter om tidigare gällande tronföljder, se Svenska tronföljden.